# Prades-sur-Vernazobre
Prades-sur-Vernazobre is een gemeente in het Franse departement Hérault (regio Occitanie) en telt 236 inwoners (1999). De plaats maakt deel uit van het arrondissement Béziers.

## Wijn
Prades sur Vernazobre is een van de 20 dorpen waar de Appellation d'Origine Contrôlée ⇒ Saint Chinian wordt geproduceerd. Producenten zijn onder meer:
- Domaine La Maurerie
- Domaine des Jougla
- Domaine Simeoni
- Domaine Grasset
- Domaine des Tourterelles
- Domaine la Grangette
- Domaine Pigassou

## Geografie

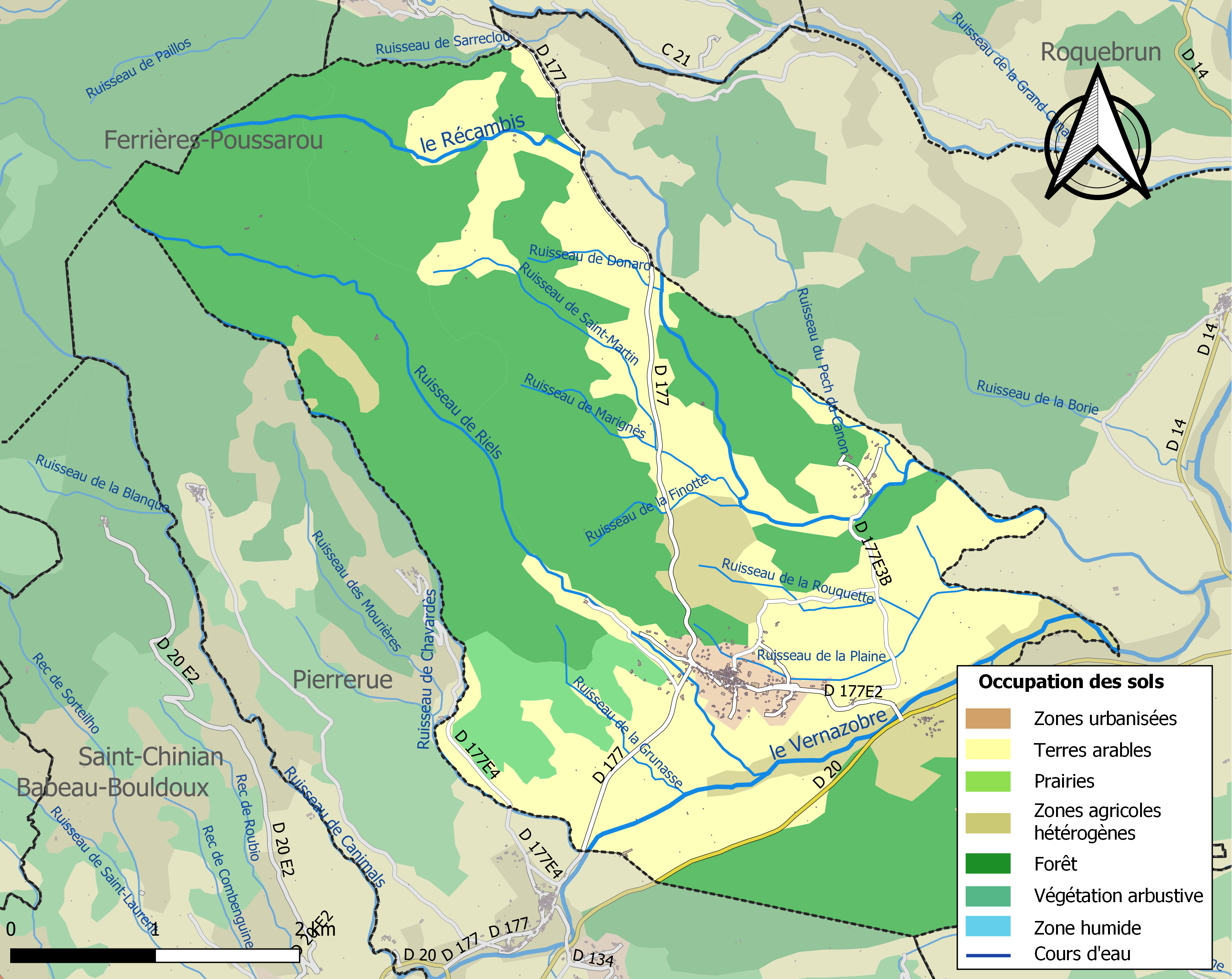
Kaart van de gemeente met de belangrijkste infrastructuur, bodemgebruik en omliggende gemeenten

De oppervlakte van Prades-sur-Vernazobre bedraagt 19,2 km², de bevolkingsdichtheid is 12,3 inwoners per km².

## Demografie
Onderstaande figuur toont het verloop van het inwonertal (bron: INSEE-tellingen).

## Voetnoten
1. ↑  Populations de référence 2022.